# Komora ratownicza Davisa
Komora ratownicza Davisa (śluza ratunkowa) – element okrętu podwodnego, wbudowane w kadłub sztywny pomieszczenie z wodoszczelnymi włazami z wnętrza okrętu oraz prowadzącym na zewnątrz. Pozwala na opuszczenie zatopionego okrętu bez konieczności zatapiania całego przedziału wodoszczelnego.

## Przebieg śluzowania
Osoby opuszczające okręt wchodzą do komory przez właz dolny. Komorę napełnia się wodą zaburtową i wyrównuje ciśnienie wewnątrz komory z ciśnieniem zewnętrznym. Otwiera się właz górny i osoby ratujące się opuszczają komorę. Załoga pozostała na okręcie zamyka właz górny, spuszcza wodę z komory do zęz okrętu i otwiera właz dolny. Następne osoby mogą wejść do komory.
Operacje mogą być też wykonywane z wnętrza komory, co umożliwia opuszczenie okrętu przez całą załogę.